# Grigory Kozintsev
Grigory Kozintsev foi um diretor de cinema e roteirista.

## Filmografia

### Diretor
- Chyortovo koleso (1926)
- Shinel (1926)
- S.V.D. (1927)
- Novy Vavilon (1929)
- Yunost Maksima (1934)
- Vozvrashcheniye Maksima (1937)
- Vyborgskaya storona (1938)